# Rockmond Dunbar
Rockmond Dunbar (Oakland, 11 gennaio 1973) è un attore statunitense.

## Biografia
È diventato famoso nel 2000 per l'interpretazione di Kenny Chadway nella serie televisiva Soul Food. Nel 2005 ha interpretato il ruolo di Benjamin Miles Franklin nella serie televisiva Prison Break dove ricopre il ruolo di un carcerato, arrestato per possesso di merce rubata. È apparso anche in un episodio di Grey's Anatomy e in uno di CSI: Miami. Dal 2013 al 2015 ha ricoperto il ruolo dell'agente dell'FBI Dennis Abbott nella serie tv The Mentalist.

## Vita privata
Dal 2003 al 2006 è stato sposato con Ivy Holmes. Dal 2013 è sposato con l'attrice e scrittrice Maya Gilbert, la coppia ha avuto una figlia, Berkeley Seon Dunbar.

## Filmografia

### Attore

#### Cinema
- Misery Loves Company, regia di Dominick Morales (1993)
- Punks, regia di Patrik-Ian Polk (2000)
- All About You, regia di Christine Swanson (2001)
- Kiss Kiss Bang Bang, regia di Shane Black (2005)
- Dirty Laundry, regia di Maurice Jamal (2006)
- Jada, regia di Robert A. Johnson (2008)
- The Family That Preys, regia di Tyler Perry (2008)
- Alien Raiders, regia di Ben Rock (2008)
- Love Chronicles: Secrets Revealed, regia di Tyler Maddox-Simms (2010)
- Pastor Brown, regia di Rockmond Dunbar (2011)
- Curveball, regia di Brandon Thaxton (2015)
- City of Lies - L'ora della verità (City of Lies), regia di Brad Furman (2018)
- Straw - Senza uscita (Straw), regia di Tyler Perry (2025)

#### Televisione
- Progetto Eden (Earth 2) - serie TV, 20 episodi (1994-1995)
- The Good News - serie TV, episodio 1x02 (1997)
- The Wayans Bros. - serie TV, episodio 4x13 (1998)
- Due ragazzi e una ragazza (Two Guys and a Girl) - serie TV, episodio 2x04 (1998)
- Pacific Blue - serie TV, episodio 4x14 (1999)
- The Practice - Professione avvocati (The Practice) - serie TV, episodio 3x21 (2004)
- Jarod il camaleonte (The Pretender) - serie TV, episodio 3x20 (1999)
- Felicity - serie TV, episodio 2x04 (1999)
- Soul Food - serie TV, 74 episodi (2000-2004)
- G vs E - serie TV, episodio 2x02 (2000)
- Girlfriends - serie TV, 4 episodi (2003-2004)
- Hollywood Division, regia di James Foley - film TV (2004)
- North Shore - serie TV, episodio 1x06 (2004)
- Head Cases - serie TV, episodi 1x01-1x02 (2005)
- Prison Break - serie TV, 43 episodi (2005-2017)
- Hommerland - serie TV, 8 episodi (2007)
- Shark - Giustizia a tutti i costi (Shark) - serie TV, episodio 2x06 (2007)
- Grey's Anatomy - serie TV, episodio 4x07 (2007)
- CSI: Miami - serie TV, episodio 6x11 (2007)
- The Game - serie TV, episodio 3x21 (2009)
- Private Practice - serie TV, episodio 4x06 (2010)
- The Defenders - serie TV, episodio 1x08 (2010)
- Terriers - Cani sciolti - serie TV, 12 episodi (2010)
- Sons of Anarchy – serie TV, 29 episodi (2011-2013)
- The Closer - serie TV, episodio 7x01 (2011)
- The Mentalist – serie TV, stagione 6,7 (2013-2015)
- The Path – serie TV, 23 episodi (2016-2017)
- Scorpion – serie TV, episodi 3x24-3x25 (2017)
- 9-1-1 – serie TV, 69 episodi (2018- in corso)
- The Game – serie TV, episodio 1x05 (2021)

### Regista
- Pastor Brown (2011)

## Doppiaggio
- Prison Break: The Conspiracy - videogioco (2010) - Benjamin Miles "C-Note" Franklin

## Doppiatori italiani
Nelle versioni in italiano delle opere in cui ha recitato, Rockmond Dunbar è stato doppiato da:
- Stefano Mondini in Prison Break, The Closer, 9-1-1, Straw - Senza uscita
- Roberto Draghetti in Shark - Giustizia a tutti i costi, CSI: Miami
- Simone Mori in The Mentalist, City of Lies - L'ora della verità
- Sergio Lucchetti in North Shore
- Massimo De Ambrosis in Kiss Kiss Bang Bang
- Claudio Moneta in Alien Raiders
- Pasquale Anselmo in Grey's Anatomy
- Gerolamo Alchieri in Private Practice
- Massimo Corvo in Terriers - Cani sciolti
- Stefano Alessandroni in Sons of Anarchy
- Stefano Thermes in The Path
- Alessandro D'Errico in Edge of Fear